# Love Message
Love Message es una canción alemana de eurodance creada por Scooter, Masterboy, E-Rotic, Mr. President y Fun Factory publicada en 1996.
Trata de sobre la concientización del VIH/sida que por aquel entonces se consideraba una enfermedad mortal. El video musical es famoso porque reunió a algunos de los artistas más trascedentes del eurodance.

## Contenido
El tema alerta sobre el contagio, convoca a la difusión de información y alienta al uso del preservativo.

Estamos enviando un mensaje de amor al Mundo.

¿Puedes oír el mensaje de amor?

## Historia
La canción fue la primera del álbum homónimo y su único sencillo: una recopilación de éxitos de los autores más canciones de DJ BoBo, U96 y Worlds Apart, entre otros, que se lanzó para recaudar fondos destinados a la lucha contra la enfermedad.
El video musical es una presentación en vivo de la canción que se realizó con todos los autores, una reunión musicalmente cumbre de la época.

### Conflicto
Como la cantante italiana Alexia y el Dj británico Ice MC no fueron invitados; pese a que gozaban de gran popularidad, ambos artistas meses después lanzaron la canción Russian roulette con la misma temática.